# Valdeacederas (metrostation)
Valdeacederas is een metrostation in het stadsdeel van de Spaanse hoofdstad Madrid. Het station werd geopend op 4 februari 1961 en wordt bediend door lijn 1 van de metro van Madrid.